# Michel Mazarin
Michel Mazarin, né Michele Alessandro Mazzarini ou Mazzarino le 1er septembre 1605 à Pescina, mort le 31 août 1648 à Rome, est cardinal-prêtre de Sainte-Cécile-du-Trastevere.
Il est l'un des frères cadets du cardinal Jules Mazarin, principal ministre d'État du royaume de France de 1643 à 1661.

## Biographie
Michel Mazarin est né à Pescina dans une famille d'origine génoise, fils de Pietro Mazzarini, intendant du connétable de Naples, et d'Ortensia Bufalini, filleule de ce dernier.

### Formation
Michel Mazarin est entré dans l'ordre dominicain au couvent de la Basilique de la Minerve à Rome. Après son noviciat, il a été envoyé en 1624 pour terminer ses études à Viterbe et Bologne.

### Carrière
Après son ordination en 1628, Mazarin devint professeur de théologie au Collège de Saint Thomas à Rome, la future Université pontificale Saint-Thomas-d'Aquin, Angelicum à Rome.
Mazarin a été nommé maître du palais sacré par le pape Urbain VIII
Mazarin était archevêque d'Aix-en-Provence de 1645 jusqu'à sa mort, cardinal, vice-roi de Catalogne et ambassadeur extraordinaire à Rome. Il est nommé archevêque d'Aix sur proposition de son frère, le cardinal Jules Mazarin, par le pape Innocent X.
Il est le concepteur du quartier d'Aix-en-Provence, situé au sud du cours Mirabeau et dénommé aujourd'hui encore « quartier Mazarin ». Il a laissé sa trace dans quatre rues d'Aix, toutes quatre situées dans le quartier Mazarin : la rue Cardinale, la rue Saint-Michel, aujourd'hui rue Goyrand, la rue Mazarine et la rue Saint-Sauveur (aujourd'hui rue du Quatre-Septembre).

### Devenu archevêque pour des motifs politiques

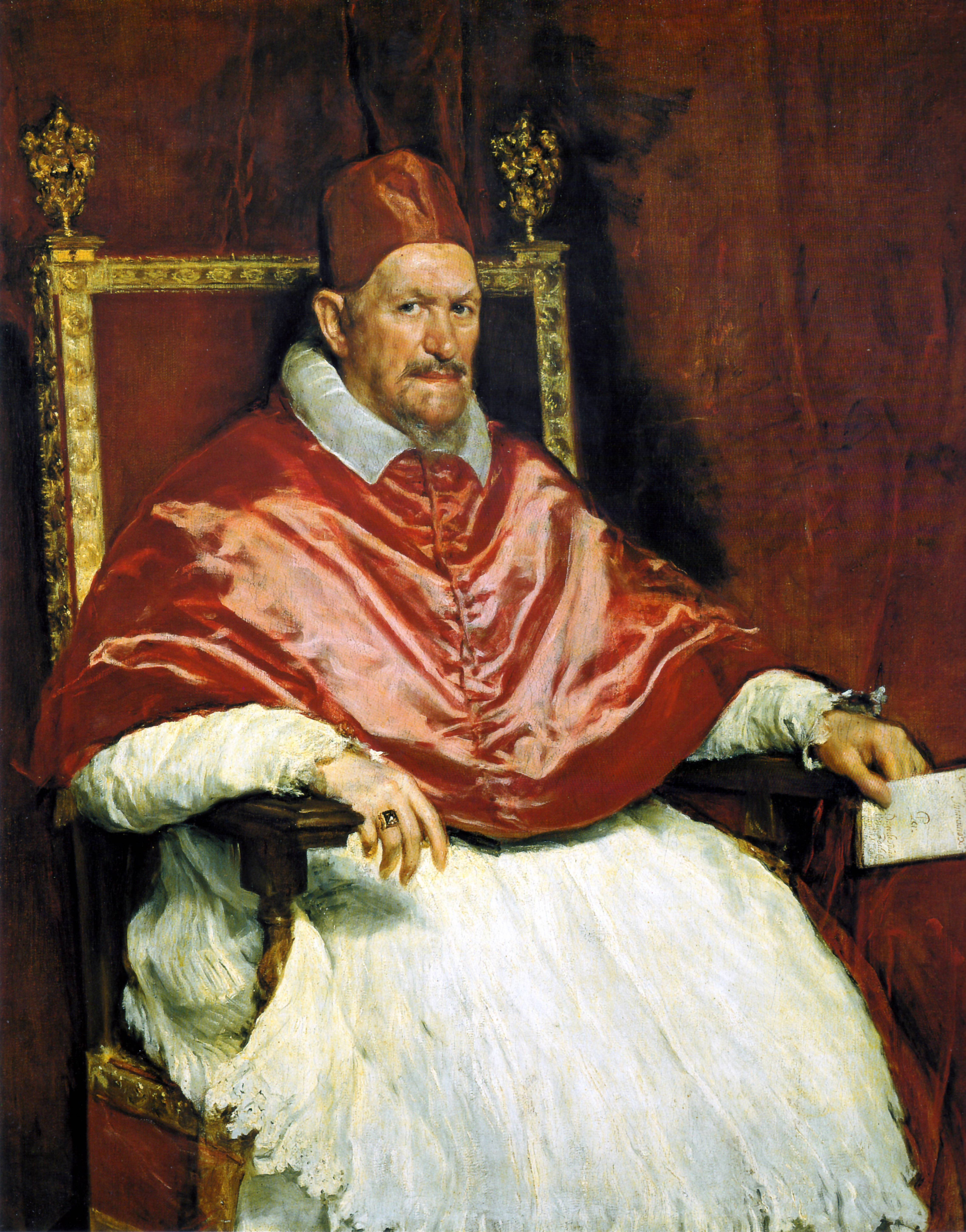
Portrait d'Innocent X par Diego Vélasquez.

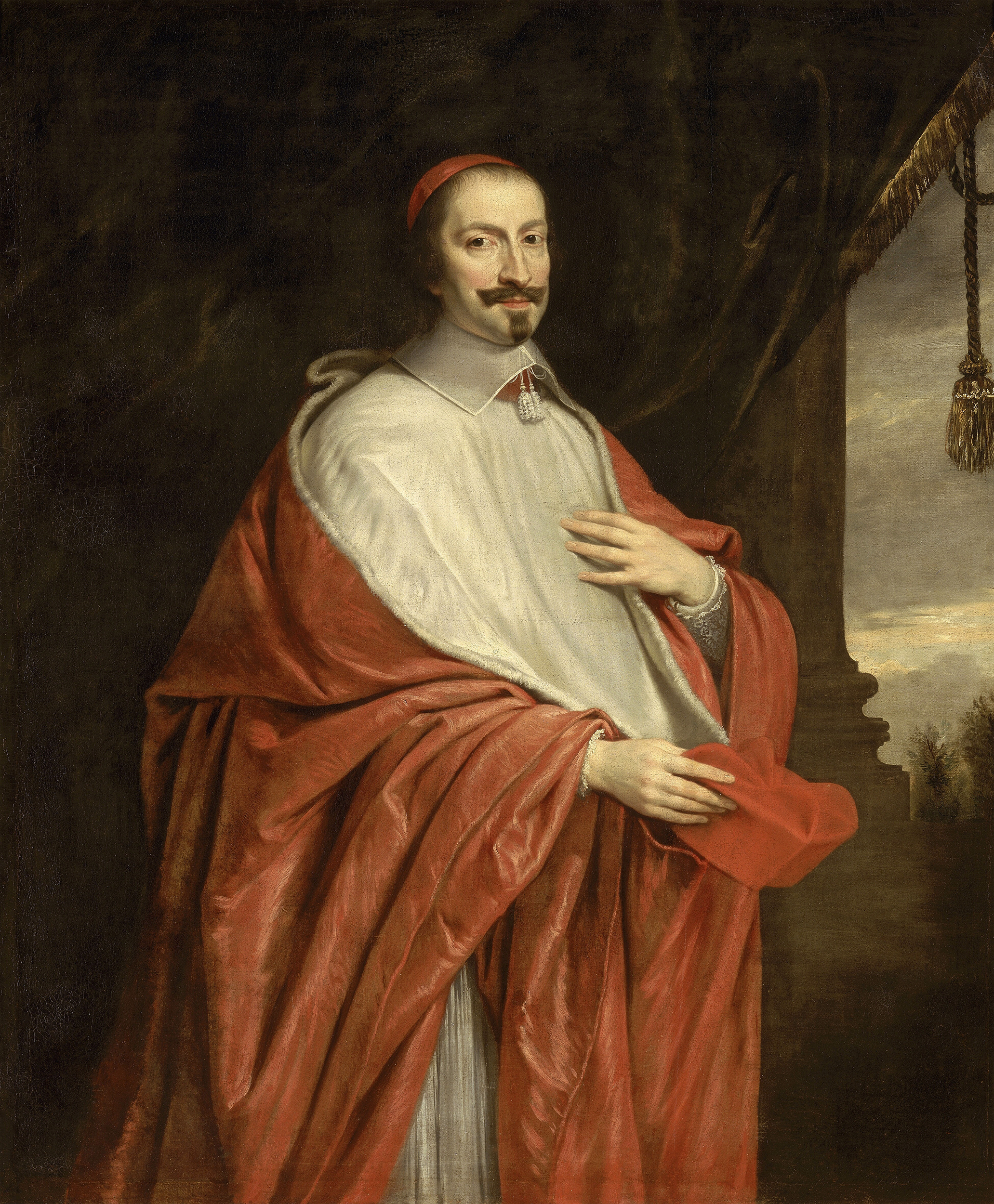
Portrait de Jules Mazarin, frère de Michel.

La nomination de Michel Mazarin au titre d'archevêque d'Aix se fait dans un contexte politique très tendu entre la France et l'Espagne. Alors que le cardinal Richelieu décède en 1642, Jules Mazarin lui succède comme diplomate et ministre et entreprend de redorer le blason de la France auprès de la papauté. Il démet l'ambassadeur Saint-Chamont de ses fonctions en Italie et nomme à sa place Nicolas Bretel, qui reçoit pour instruction de se rendre à Rome dans l'objectif de soustraire le pape Innocent X de l'influence espagnole. Mais, dans le même temps, et pour rendre à sa famille la considération qui était jadis la sienne en Italie, Mazarin demande le chapeau de cardinal pour son frère, Michel Mazarin, et entend le faire participer aux négociations avec Rome. Bretel ne voit pas cette nomination d'un bon œil. Le cardinal de Lyon s'en ouvre à lui en ces termes : « Je le [Michel Mazarin] crains plus que tous les écueils de la mer. [...] Ce bon religieux fait de son ambition les intérêts de l'État et il croit que tout doit être sacrifié à ses prétentions, au succès desquelles il fait consister la réputation de la France. »
L'ambition de Michel Mazarin pose visiblement problème à Bretel. Lors de l'entrevue avec Innocent X, le frère du cardinal fait croire à de prétendues promesses de Bretel en faveur de l'Église et qui mettent la délégation dans l'embarras. Le pape, pour sa part, refuse la nomination de Michel Mazarin au titre de cardinal, au motif que deux frères ne peuvent être en même temps cardinaux. Au bout du compte, les négociations échouent et Bretel se montre très amer envers Mazarin, qu'il accuse en privé de l'échec. Innocent X pousse l'affront jusqu'à nommer huit cardinaux espagnols.
Une affaire va alors permettre à Bretel de sortir de l'ornière. En mars 1645, une cinquantaine de bandits de l'ambassadeur d'Espagne s'en prennent à un député du clergé du Portugal dans les rues de Rome, en lui tirant dessus et en tuant un homme qui l'accompagnait. Bretel demande que les assassins se livrent, sans quoi il menace de quitter Rome avec tous les Français. Alors que les heures passent, la délégation française s'apprête à partir, en l'absence de toute réaction du pape. Innocent X fait alors une concession à la France : le 30 octobre 1645, il nomme Michel Mazarin archevêque d'Aix-en-Provence. Ce dernier, très satisfait, est ordonné dans l'église de la Minerve par le cardinal Jérôme Grimaldi, quoiqu'un incident se produise lors de la cérémonie, incident rapporté par l'historien d'Aix-en-Provence Pierre-Joseph de Haitze : « Le nouveau prélat remerciant, suivant la coutume, ses consécrateurs de la félicitation à longs jours, sa mitre lui tomba de la tête sur les mains du cardinal Grimaldi. Aventure qu'on reconnut augurative lorsque cette éminence succéda à cet archevêque. » Bretel, lui, est furieux. Il part pour Venise et ne reviendra plus à Rome. 

### Un archevêque bâtisseur
Après avoir prêté serment au roi de France, Mazarin part pour Aix où il fait une entrée solennelle empreinte de simplicité. Les puissants appuis dont il peut bénéficier permettent de donner à la ville d'Aix-en-Provence un essor qu'elle n'aurait sans doute pas connu autrement. À son arrivée à Aix, en 1645, il demande au roi Louis XIV l'autorisation d'abattre le rempart sud de la ville entre la porte des Augustins et la Plateforme pour y bâtir un nouveau quartier, évoquant des raisons d'ordre démographique et esthétique, mais aussi des impératifs de sécurité. La faveur lui est accordée par lettres patentes enregistrées par le Parlement d'Aix le 15 février 1646. Il organise alors, avec l'aide du promoteur Henri Hervard d’Hevinquem, la vente de lots de terrains à un prix que seuls les bourgeois de la ville sont en mesure de payer. Sous la direction de l'architecte Jean Lombard, nommé par Mazarin, les hôtels particuliers vont commencer à fleurir, faisant du quartier Mazarin un remarquable exemple d'architecture des XVIIe et XVIIIe siècles, selon un plan en damier. L'actuelle place des Quatre-Dauphins, connue alors sous le nom de « place Saint-Michel », est aménagée au cœur du quartier. L'inspiration est clairement à relier à l'architecture de la Renaissance italienne, les origines de l'archevêque n'y étant sans doute pas étrangères.
Le projet est d'une telle ampleur que, pour beaucoup d'historiens, Aix est au XVIIe siècle la ville de Mazarin.

### Carrière religieuse et politique
L'échec de la délégation française de Nicolas Bretel auprès d'Innocent X, en 1645, avait provoqué une terrible colère chez le cardinal Mazarin. Celui-ci envoie une flotte française vers la Toscane en mai 1646, commandée par l'amiral de Brézé. Cinq mois plus tard, le maréchal de la Meilleraye s'empare de Piombino et de Porto Longone. L'attaque a pour effet de susciter la stupeur et l'effroi chez Innocent X. Jules Mazarin lui envoie un nouvel ambassadeur, Fontenay-Mareuil, qui obtient enfin, le 7 octobre 1647 la nomination de Michel Mazarin au titre de cardinal, sous le titre de Sainte-Cécile. Il devient ensuite vice-roi de Catalogne.

### Vice-roi de Catalogne
Fomentant le soulèvement de Naples et de la Sicile contre les Espagnols, le cardinal Jules Mazarin juge que la présence de son frère à Rome est un obstacle : selon l'historien catalan Sanabre, Michel Mazarin s'interposait devant les ordres donnés par son frère à d'autres fidèles. Il prend la décision de l'envoyer comme vice-roi en Catalogne, en remplacement de Louis II de Bourbon-Condé. La Catalogne est alors aux mains des Français depuis que les institutions catalanes se sont soumises à l'autorité du roi Louis XIII en 1641. Michel Mazarin, qu'on informe de sa nomination le 24 juin 1647, fait preuve de bien peu d'empressement pour prendre possession de sa nouvelle fonction et préfère rester à la curie romaine en attendant de recevoir effectivement le chapeau de cardinal.
La situation militaire et politique de Catalogne est alors catastrophique : la France doit y faire face à des émeutes dues aux excès de la soldatesque française et craint à tout moment un soulèvement du pays facilitant la victoire militaire des Espagnols. Les institutions catalanes (Generalitat de Catalogne et Conseil des Cent de Barcelone) s'indignent du retard de l'arrivée du nouveau vice-roi. Il se met finalement en route après avoir reçu son chapeau de cardinal, atteint la Catalogne et jure de respecter les Constitutions à Girona le 23 février 1648. Dès son arrivée, Michel Mazarin s'affronte aux Catalans pour des questions de préséance : par exemple, il veut entrer en litière et non à cheval... Il doit faire face à des querelles de pouvoir entre les différentes coteries pro-françaises, principalement le visiteur général Pierre de Marca, le gouverneur de Catalogne Joseph de Margarit, opposés au commandant de la cavalerie Joseph d'Ardena et au Régent de l'Audience, Joseph Fontanella. Michel Mazarin, sous l'influence de ce dernier, s'oppose d'emblée à Pierre de Marca, en qui il voit un ambitieux désireux d'exercer la réalité du pouvoir de vice-roi ; il ne cesse de lui poser des obstacles et multiplie les affronts d'honneur.
Michel Mazarin adopte une attitude ferme et inflexible avec les institutions catalanes : de sursaut d'autorité en affront, il impose par exemple la nomination d'officiers contre l'avis des députés de la Generalitat. Interprétant largement ses pouvoirs de vice-roi, il décide de façon unilatérale la distribution à des Français de certains biens confisqués à des Catalans ayant rejoint le parti d'Espagne, ce qui divise et sème la défiance au sein même du camp français. Les pamphlets se multiplient contre lui, et le gouvernement français continue à être discrédité.
Au cours du printemps 1648, Michel Mazarin, accablé par la défiance de son entourage, décide finalement de quitter la Catalogne et d'abandonner son poste pour retourner à Rome ; il part à la mi-mai. Afin de se justifier, il écrit à son frère qu'il a dû accepter cette fonction sous la contrainte, et qu'il n'a pas pu supporter de se soumettre à Marca. La colère de Jules Mazarin tonne immédiatement. Elle est énorme : ce dernier écrit à son frère qu'il n'est qu'un ingrat, qu'il cause un préjudice immense au service du roi dans des circonstances si délicates. Il le discrédite auprès de ses différents correspondants à Rome et ne modère plus les accusations personnelles et les insultes.

### Fin de vie et succession

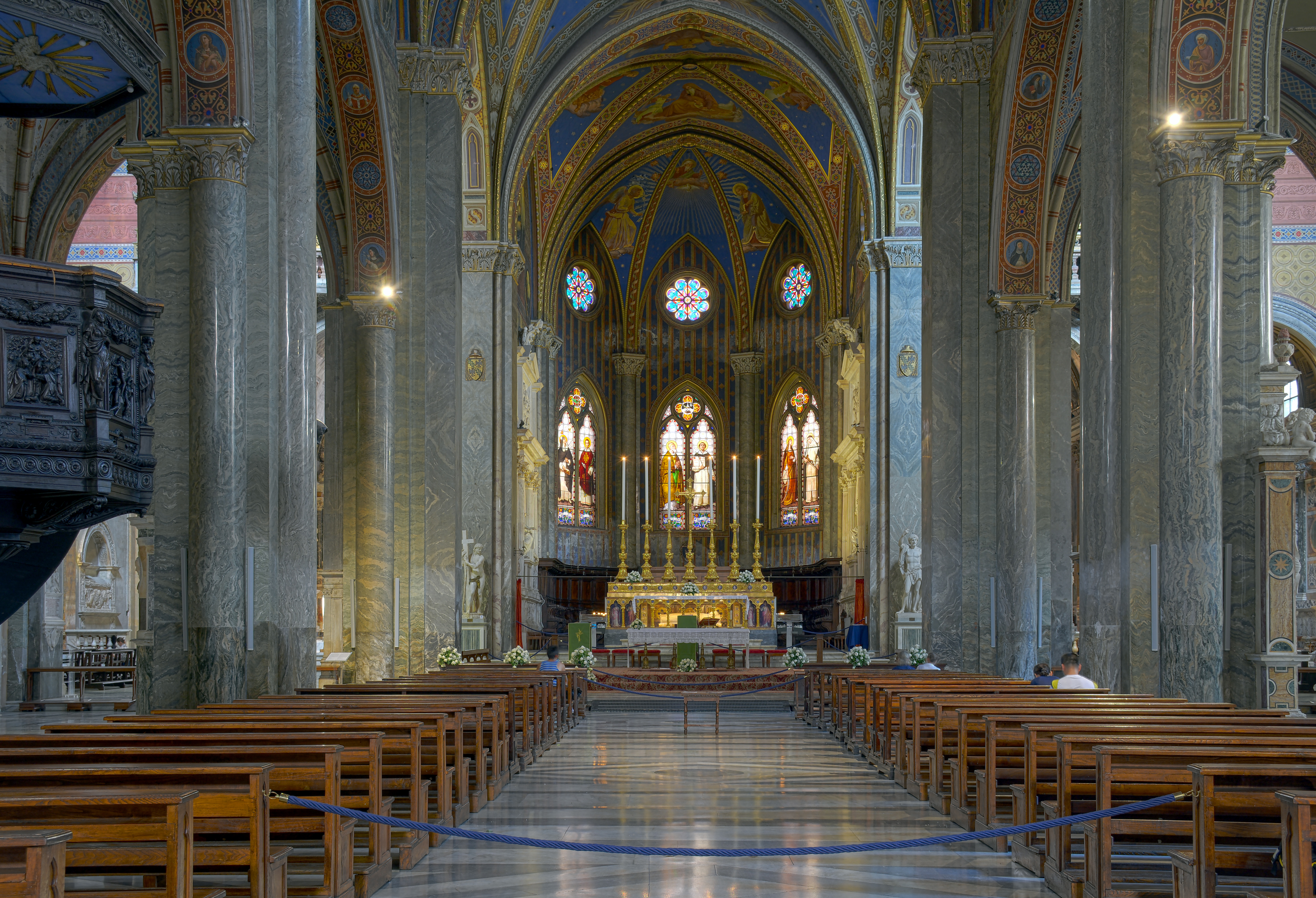
Intérieur de l'église de la Minerve, à Rome, où est inhumé Michel Mazarin.

Lors de l'été 1648, alors qu'il fait route vers Rome, Mazarin contracte une grosse fièvre provoquée par les fortes chaleurs. Il meurt dans la nuit du 31 août au 1er septembre 1648, peu après son arrivée à Rome,. Sa mort peut être rapprochée de la terrible campagne de diffamation qui lui est infligée par son frère.
Pour successeur à la fonction d'archevêque d'Aix, Anne d'Autriche, la reine de France, propose Jérôme Grimaldi, proposition refusée par Innocent. Il faudra attendre la mort du pape et l'arrivée d'Alexandre VII pour que Grimaldi puisse prendre possession de l'archidiocèse, alors qu'entre-temps, il en avait géré le temporel. Michel Mazarin est inhumé en l'église de la Minerve, à Rome.
Au cours du mois de mai, dans l'empressement, Jules Mazarin fait nommer le maréchal de Schomberg comme vice-roi de Catalogne. Il reçoit la mission très difficile de rétablir l'ordre dans la province, miné par les quelques mois de débandade de la vice-royauté Mazarin.

## Controverses
Aucune preuve ne permet d'établir que de son vivant, la promotion sociale de Michel Mazarin est critiquée. Des auteurs du XIXe siècle vont pourtant remettre en question ses capacités, ou du moins laisser entendre que d'autres étaient plus qualifiés que lui pour les charges dont Mazarin hérite. Célestin Moreau, dans son ouvrage Histoire anecdotique de la jeunesse de Mazarin (1863), prétend que :

« Michel Mazarin, [...] frère selon la chair [de Jules Mazarin], religieux de l'ordre de Saint-Dominique, fut promu aux fonctions de maître du sacré palais apostolique, au détriment de sujets qui étaient plus dignes que lui de cette faveur, qui l'avaient mieux méritée par leurs travaux et leurs services. Ce ne fut pas tout : il monta à la suprême dignité de son ordre, dont il fut nommé général, quoique le père Ridolfo, de bienheureuse mémoire, son prédécesseur, vécut encore. Ce bon père ne s'était attiré sa disgrâce par aucune faute, car c'était un moine d'une grande vertu. Il avait été sacrifié à un pur caprice du cardinal Barberino. »

En plus des accusations de népotisme formulées contre lui, Michel Mazarin a aussi l'image d'un homme soucieux de son enrichissement, parfois au détriment des choses pieuses. L'argent que lui rapporte la première vente d'un lot dans le futur quartier Mazarin, en 1647, est consacré à l'achat d'argenterie à son propre usage. Mais cette accusation vaut aussi pour son frère. Il semble d'ailleurs qu'il ne tenait pas Jules Mazarin en haute estime, témoin une anecdote selon laquelle Michel Mazarin avait coutume de dire aux gens de la cour qui venaient lui recommander leurs intérêts que, pour obtenir quelque chose de son frère, il fallait faire du bruit, parce que « mon frère est un couillon ». Relations qui permettent d'expliquer amplement la déconfiture de Michel Mazarin en Catalogne.

## Généalogie et relations familiales
|                           |                           |                           |                           |                           |                           |  |  |                            |                            |                            |                            |                            |                            |  |  |                                  |                                  |                                  |                                  | Giulio Mazzarini                 |                                  |                              |                              |                                        |                                        |                                        |                                        |                                        |                                        |                               |                               |                               |                               |                              |                              |                              |                              |  |  |                                |                                |                                |                                |                                |                                |  |  |  |  |  |  |
|                           |                           |                           |                           |                           |                           |  |  |                            |                            |                            |                            |                            |                            |  |  |                                  |                                  |                                  |                                  |                                  |                                  |                              |                              |                                        |                                        |                                        |                                        |                                        |                                        |                               |                               |                               |                               |                              |                              |                              |                              |  |  |                                |                                |                                |                                |                                |                                |  |  |  |  |  |  |
|                           |                           |                           |                           |                           |                           |  |  |                            |                            |                            |                            |                            |                            |  |  |                                  |                                  |                                  |                                  | Pierre Mazzarini (1576-1634)     | Pierre Mazzarini (1576-1634)     | Pierre Mazzarini (1576-1634) | Pierre Mazzarini (1576-1634) | Pierre Mazzarini (1576-1634)           | Pierre Mazzarini (1576-1634)           |                                        |                                        | Ortensia Bufalini (1575-1644)          | Ortensia Bufalini (1575-1644)          | Ortensia Bufalini (1575-1644) | Ortensia Bufalini (1575-1644) | Ortensia Bufalini (1575-1644) | Ortensia Bufalini (1575-1644) |                              |                              |                              |                              |  |  |                                |                                |                                |                                |                                |                                |  |  |  |  |  |  |
|                           |                           |                           |                           |                           |                           |  |  |                            |                            |                            |                            |                            |                            |  |  |                                  |                                  |                                  |                                  | Pierre Mazzarini (1576-1634)     | Pierre Mazzarini (1576-1634)     | Pierre Mazzarini (1576-1634) | Pierre Mazzarini (1576-1634) | Pierre Mazzarini (1576-1634)           | Pierre Mazzarini (1576-1634)           |                                        |                                        | Ortensia Bufalini (1575-1644)          | Ortensia Bufalini (1575-1644)          | Ortensia Bufalini (1575-1644) | Ortensia Bufalini (1575-1644) | Ortensia Bufalini (1575-1644) | Ortensia Bufalini (1575-1644) |                              |                              |                              |                              |  |  |                                |                                |                                |                                |                                |                                |  |  |  |  |  |  |
|                           |                           |                           |                           |                           |                           |  |  |                            |                            |                            |                            |                            |                            |  |  |                                  |                                  |                                  |                                  |                                  |                                  |                              |                              |                                        |                                        |                                        |                                        |                                        |                                        |                               |                               |                               |                               |                              |                              |                              |                              |  |  |                                |                                |                                |                                |                                |                                |  |  |  |  |  |  |
|                           |                           |                           |                           |                           |                           |  |  |                            |                            |                            |                            |                            |                            |  |  |                                  |                                  |                                  |                                  |                                  |                                  |                              |                              |                                        |                                        |                                        |                                        |                                        |                                        |                               |                               |                               |                               |                              |                              |                              |                              |  |  |                                |                                |                                |                                |                                |                                |  |  |  |  |  |  |
|                           |                           |                           |                           |                           |                           |  |  |                            |                            |                            |                            |                            |                            |  |  |                                  |                                  |                                  |                                  |                                  |                                  |                              |                              |                                        |                                        |                                        |                                        |                                        |                                        |                               |                               |                               |                               |                              |                              |                              |                              |  |  |                                |                                |                                |                                |                                |                                |  |  |  |  |  |  |
| Jules Mazarin (1602-1661) | Jules Mazarin (1602-1661) | Jules Mazarin (1602-1661) | Jules Mazarin (1602-1661) | Jules Mazarin (1602-1661) | Jules Mazarin (1602-1661) |  |  | Michel Mazarin (1605-1648) | Michel Mazarin (1605-1648) | Michel Mazarin (1605-1648) | Michel Mazarin (1605-1648) | Michel Mazarin (1605-1648) | Michel Mazarin (1605-1648) |  |  | Anna-Maria Mazzarini (1607-1669) | Anna-Maria Mazzarini (1607-1669) | Anna-Maria Mazzarini (1607-1669) | Anna-Maria Mazzarini (1607-1669) | Anna-Maria Mazzarini (1607-1669) | Anna-Maria Mazzarini (1607-1669) |                              |                              | Laura-Margherita Mazzarini (1608-1685) | Laura-Margherita Mazzarini (1608-1685) | Laura-Margherita Mazzarini (1608-1685) | Laura-Margherita Mazzarini (1608-1685) | Laura-Margherita Mazzarini (1608-1685) | Laura-Margherita Mazzarini (1608-1685) |                               |                               | Cleria Mazzarini (1609-1649)  | Cleria Mazzarini (1609-1649)  | Cleria Mazzarini (1609-1649) | Cleria Mazzarini (1609-1649) | Cleria Mazzarini (1609-1649) | Cleria Mazzarini (1609-1649) |  |  | Geronima Mazzarini (1614-1656) | Geronima Mazzarini (1614-1656) | Geronima Mazzarini (1614-1656) | Geronima Mazzarini (1614-1656) | Geronima Mazzarini (1614-1656) | Geronima Mazzarini (1614-1656) |  |  |  |  |  |  |